# Monaster św. Joachima Osogowskiego
Monaster św. Joachima Osogowskiego – prawosławny klasztor w pobliżu miasta Kriwa Pałanka, należący do Macedońskiego Kościoła Prawosławnego.

## Opis
Klasztor został założony w XII w.. W ciągu wieków był wielokrotnie przebudowywany. W XIX w. powstała zachowana w nim do dziś dekoracja malarska.
W okresie przynależności regionu macedońskiego do Bizancjum monaster był jednym z ośrodków, w których przetrwał język słowiański.
Kompleks klasztorny składa się z cerkwi św. Joachima Osogowskiego, cerkwi Narodzenia Matki Bożej z XIV w., trójkondygnacyjnego zabytkowego budynku mieszkalnego dla mnichów, nowych budynków z celami, dzwonnicy i rezydencji zwierzchnika Macedońskiego Kościoła Prawosławnego.